# Championnat d'Israël de football 2022-2023
Navigation
Édition précédente Édition suivante
La saison 2022-2023 est la 81e édition du championnat d'Israël de football. Elle oppose les quatorze meilleurs clubs d'Israël lors d'une première phase de vingt-six journées. À l'issue de cette première phase, les six premiers disputent la poule pour le titre, tandis que les huit derniers prennent part à la poule de relégation, qui voit les deux derniers être relégués en Liga Leumit.
Trois places qualificatives pour les compétitions européennes seront attribuées par le biais du championnat (1 place au premier tour de qualification de Ligue des champions 2023-2024 et deux places au deuxième tour de qualification de Ligue Europa Conférence 2023-2024). Une place au deuxième tour de qualification pour la Ligue Europa Conférence est garantie au vainqueur de la State Cup.
Le Maccabi Haïfa conserve son titre, étant ainsi sacré champion d'Israël pour la 15e fois de son histoire.

## Participants
| \| Beitar Jérusalem Bnei Reineh Ashdod Hapoël Tel-Aviv Hapoël Beer-Sheva Hapoël Haïfa Hapoël Kiryat Shmona Maccabi Haïfa Hapoël Jérusalem Maccabi Netanya Hapoël Hadera FC Maccabi Tel-Aviv Bnei Sakhnin Nes Tziona \| Localisation des clubs. |
| Beitar Jérusalem Bnei Reineh Ashdod Hapoël Tel-Aviv Hapoël Beer-Sheva Hapoël Haïfa Hapoël Kiryat Shmona Maccabi Haïfa Hapoël Jérusalem Maccabi Netanya Hapoël Hadera FC Maccabi Tel-Aviv Bnei Sakhnin Nes Tziona                               |

Légende des couleurs
- Deuxième tour de qualification de la Ligue des Champions 2022-2023
- Deuxième tour de qualification de la Ligue Europa Conférence 2022-2023
- Promu de Liga Leumit 2021-2022

| Club                 | Classement 2021-2022 | Entraîneur          | Stade                         | Capacité théorique |
| -------------------- | -------------------- | ------------------- | ----------------------------- | ------------------ |
| Maccabi Haïfa        | 1er                  | Barak Bakhar        | Stade Sammy-Ofer              | 30 942             |
| Hapoël Beer-Sheva    | 2e                   | Ronny Levy          | Stade Turner                  | 16 126             |
| Maccabi Tel-Aviv     | 3e                   | Patrick van Leeuwen | Stade Bloomfield              | 29 400             |
| Maccabi Netanya      | 4e                   | Raymond Atteveld    | Stade de Netanya              | 13 610             |
| Hapoël Tel-Aviv FC   | 5e                   | Nir Klinger         | Stade Bloomfield              | 29 400             |
| Bnei Sakhnin         | 6e                   | Sharon Mimer        | Stade Doha                    | 8 500              |
| Hapoël Kiryat Shmona | 7e                   | Meni Koretski       | Stade municipal               | 5 300              |
| Hapoël Hadera FC     | 8e                   | Assaf Nimni         | Stade de Netanya              | 13 610             |
| MS Ashdod            | 9e                   | Ran Ben Shimon      | Stade Yud-Alef                | 7 800              |
| Beitar Jérusalem     | 10e                  | Erwin Koeman        | Stade Teddy                   | 31 733             |
| Hapoël Haïfa         | 11e                  | Nir Klinger         | Stade Sammy-Ofer              | 30 942             |
| Hapoël Jérusalem FC  | 12e                  | Shay Aharon         | Stade Teddy                   | 31 733             |
| Maccabi Bnei Reineh  | 1er (LL)             | Adham Hadiya        | Green Stadium à Nof HaGalil   | 5 200              |
| Sektzia Nes Tziona   | 2e (LL)              | Yaron Hochenboim    | Stade HaMoshava à Petah Tikva | 11 500             |

- Hapoël Hadera FC, Maccabi Bnei Reineh et Sektzia Nes Tziona jouent sur terrain neutre, leurs stades n'étant pas aux normes de la ligue.

## Compétition

### Première phase
Le classement est établi sur le barème de points classique (victoire à 3 points, match nul à 1, défaite à 0).
| Rang | Équipe                | Pts | J  | G  | N  | P  | Bp | Bc | Diff |
| ---- | --------------------- | --- | -- | -- | -- | -- | -- | -- | ---- |
| 1    | Maccabi Haïfa T       | 62  | 26 | 20 | 2  | 4  | 51 | 24 | +27  |
| 2    | Hapoël Beer-Sheva S   | 58  | 26 | 18 | 4  | 4  | 52 | 19 | +33  |
| 3    | Maccabi Tel-Aviv      | 52  | 26 | 15 | 7  | 4  | 53 | 15 | +38  |
| 4    | Maccabi Netanya       | 37  | 26 | 10 | 7  | 9  | 33 | 38 | -5   |
| 5    | Hapoël Jérusalem FC   | 36  | 26 | 9  | 9  | 8  | 30 | 26 | +4   |
| 6    | MS Ashdod             | 36  | 26 | 9  | 9  | 8  | 32 | 30 | +2   |
| 7    | Beitar Jérusalem FC   | 31  | 26 | 9  | 4  | 13 | 38 | 47 | -9   |
| 8    | Hapoël Haïfa          | 30  | 26 | 6  | 12 | 8  | 25 | 28 | -3   |
| 9    | Bnei Sakhnin FC       | 30  | 26 | 7  | 9  | 10 | 26 | 30 | -4   |
| 10   | Hapoël Hadera FC      | 29  | 26 | 6  | 11 | 9  | 26 | 41 | -15  |
| 11   | Hapoël Tel-Aviv FC    | 27  | 26 | 6  | 9  | 11 | 28 | 42 | -14  |
| 12   | Maccabi Bnei Reineh P | 24  | 26 | 5  | 9  | 12 | 23 | 42 | -19  |
| 13   | Hapoël Kiryat Shmona  | 21  | 26 | 3  | 12 | 11 | 27 | 39 | -12  |
| 14   | Sektzia Nes Tziona P  | 17  | 26 | 3  | 8  | 15 | 23 | 46 | -23  |

Qualifications
- 1re au 6e : Groupe championnat
- 7e et 14e : Groupe relégation

Abréviations
| Résultats (▼dom., ►ext.)                                   | MTA | MHA | BNE | ASH | HJE | HHA | IKS | HAH | HBS | MNE | HTA | BEI | MBR | SNZ |
| Maccabi Tel-Aviv                                           |     | 3-0 | 1-1 | 3-0 | 1-2 | 1-0 | 3-1 | 5-0 | 1-0 | 3-0 | 1-2 | 4-0 | 5-0 | 1-1 |
| Maccabi Haïfa                                              | 2-0 |     | 3-1 | 3-1 | 2-1 | 4-1 | 2-0 | 1-0 | 2-0 | 4-1 | 5-2 | 2-1 | 0-0 | 3-1 |
| Bnei Sakhnin FC                                            | 0-1 | 0-1 |     | 1-1 | 2-1 | 1-4 | 1-3 | 1-2 | 0-1 | 0-0 | 1-1 | 2-0 | 1-1 | 2-0 |
| MS Ashdod                                                  | 0-0 | 3-1 | 1-1 |     | 1-1 | 4-0 | 1-1 | 1-1 | 0-1 | 2-3 | 1-0 | 0-2 | 3-0 | 1-0 |
| Hapoël Jérusalem FC                                        | 0-3 | 3-0 | 1-2 | 3-0 |     | 2-2 | 1-1 | 1-1 | 1-4 | 0-2 | 0-0 | 1-1 | 0-1 | 1-0 |
| Hapoël Haïfa                                               | 1-1 | 0-1 | 1-2 | 1-1 | 1-0 |     | 1-0 | 3-0 | 0-1 | 0-0 | 2-0 | 0-0 | 0-0 | 0-1 |
| Hapoël Kiryat Shmona                                       | 1-1 | 2-3 | 1-1 | 1-1 | 1-1 | 1-1 |     | 2-2 | 0-2 | 2-2 | 0-1 | 0-3 | 1-1 | 3-3 |
| Hapoël Hadera FC                                           | 0-6 | 1-1 | 1-3 | 0-2 | 0-0 | 1-1 | 1-1 |     | 0-3 | 3-1 | 0-0 | 2-1 | 2-2 | 0-0 |
| Hapoël Beer-Sheva                                          | 2-0 | 1-2 | 1-0 | 1-2 | 0-0 | 3-0 | 2-1 | 2-2 |     | 2-2 | 6-0 | 3-2 | 2-0 | 1-1 |
| Maccabi Netanya                                            | 2-1 | 0-2 | 0-0 | 0-2 | 0-2 | 1-0 | 1-0 | 1-0 | 1-2 |     | 0-2 | 4-1 | 2-1 | 0-2 |
| Hapoël Tel-Aviv FC                                         | 0-0 | 0-1 | 0-2 | 1-2 | 1-3 | 3-3 | 2-1 | 3-3 | 2-3 | 1-1 |     | 2-1 | 2-0 | 1-1 |
| Beitar Jérusalem FC                                        | 2-2 | 1-4 | 2-1 | 2-1 | 0-1 | 0-0 | 2-0 | 0-0 | 0-5 | 6-3 | 1-3 |     | 2-3 | 3-2 |
| Maccabi Bnei Reineh                                        | 0-2 | 1-0 | 2-0 | 1-1 | 0-2 | 1-1 | 0-1 | 1-2 | 0-3 | 1-2 | 1-1 | 0-2 |     | 3-2 |
| Sektzia Nes Tziona                                         | 0-2 | 0-2 | 0-0 | 2-0 | 0-2 | 0-2 | 0-2 | 1-3 | 0-1 | 1-1 | 4-3 | 0-3 | 3-3 |     |
| - Victoire à domicile - Match nul - Victoire à l'extérieur |     |     |     |     |     |     |     |     |     |     |     |     |     |     |

### Deuxième phase

#### Groupe championnat
Les clubs conservent la totalité des points acquis lors de la première phase.
| Rang | Équipe              | Pts | J  | G  | N  | P  | Bp | Bc | Diff |
| ---- | ------------------- | --- | -- | -- | -- | -- | -- | -- | ---- |
| 1    | Maccabi Haïfa T     | 81  | 36 | 27 | 3  | 6  | 76 | 34 | +42  |
| 2    | Hapoël Beer-Sheva S | 74  | 36 | 24 | 5  | 7  | 65 | 29 | +36  |
| 3    | Maccabi Tel-Aviv    | 73  | 36 | 21 | 10 | 5  | 69 | 23 | +46  |
| 4    | Hapoël Jérusalem FC | 45  | 36 | 12 | 9  | 15 | 38 | 44 | -6   |
| 5    | Maccabi Netanya     | 45  | 36 | 12 | 9  | 15 | 44 | 58 | -14  |
| 6    | MS Ashdod           | 43  | 36 | 11 | 10 | 15 | 41 | 46 | -5   |

Qualifications européennes
Ligue des champions 2023-2024
- 1er : premier tour de qualification

Ligue Europa Conférence 2023-2024
- 2e et 3e : deuxième tour de qualification

Abréviations
| Résultats (▼dom., ►ext.)                                   | MHA | HBS | MTA | MNE | HJE | ASH |
| Maccabi Haïfa                                              |     | 1-0 | 3-1 | 4-1 | 5-0 | 2-1 |
| Hapoël Beer-Sheva                                          | 2-1 |     | 1-2 | 2-0 | 1-0 | 1-0 |
| Maccabi Tel-Aviv                                           | 1-1 | 3-0 |     | 2-0 | 2-1 | 1-1 |
| Maccabi Netanya                                            | 1-5 | 1-1 | 0-0 |     | 0-2 | 2-0 |
| Hapoël Jérusalem FC                                        | 2-1 | 1-2 | 0-2 | 1-4 |     | 0-1 |
| MS Ashdod                                                  | 1-2 | 0-1 | 1-2 | 3-2 | 0-1 |     |
| - Victoire à domicile - Match nul - Victoire à l'extérieur |     |     |     |     |     |     |

#### Poule de relégation
Les clubs conservent la totalité des points acquis lors de la première phase.
| Rang | Équipe                | Pts | J  | G  | N  | P  | Bp | Bc | Diff |
| ---- | --------------------- | --- | -- | -- | -- | -- | -- | -- | ---- |
| 7    | Hapoël Haïfa          | 41  | 33 | 9  | 14 | 10 | 35 | 35 | 0    |
| 8    | Beitar Jérusalem FC C | 40  | 33 | 13 | 4  | 16 | 52 | 58 | -6   |
| 9    | Bnei Sakhnin FC       | 37  | 33 | 8  | 13 | 12 | 39 | 44 | -5   |
| 10   | Hapoël Tel-Aviv FC    | 37  | 33 | 9  | 10 | 14 | 37 | 51 | -14  |
| 11   | Maccabi Bnei Reineh P | 35  | 33 | 8  | 11 | 14 | 32 | 54 | -22  |
| 12   | Hapoël Hadera FC      | 34  | 33 | 7  | 13 | 13 | 35 | 53 | -18  |
| 13   | Hapoël Kiryat Shmona  | 32  | 33 | 5  | 17 | 11 | 40 | 49 | -9   |
| 14   | Sektzia Nes Tziona P  | 25  | 33 | 5  | 10 | 18 | 31 | 56 | -25  |

Qualifications européennes
Ligue Europa Conférence 2023-2024
- C : deuxième tour de qualification

Relégation en Liga Leumit
- 13e et 14e : relégation

Abréviations
| Résultats (▼dom., ►ext.)                                   | BEI | HHA | BNE | HAH | HTA | MBR | IKS | SNZ |
| Beitar Jérusalem FC                                        |     | 2-0 |     | 2-1 | 2-1 | 0-1 |     |     |
| Hapoël Haïfa                                               |     |     | 2-2 |     | 1-0 |     | 1-1 | 0-1 |
| Bnei Sakhnin FC                                            | 4-3 |     |     | 2-3 | 0-1 | 2-2 |     |     |
| Hapoël Hadera FC                                           |     | 1-2 |     |     | 1-2 |     | 1-1 | 1-0 |
| Hapoël Tel-Aviv FC                                         |     |     |     |     |     | 1-2 | 2-2 | 2-1 |
| Maccabi Bnei Reineh                                        |     | 1-1 |     | 0-4 |     |     | 1-3 |     |
| Hapoël Kiryat Shmona                                       | 3-2 |     | 2-2 |     |     |     |     | 1-1 |
| Sektzia Nes Tziona                                         | 1-3 |     | 1-1 |     |     | 1-2 |     |     |
| - Victoire à domicile - Match nul - Victoire à l'extérieur |     |     |     |     |     |     |     |     |

## Bilan de la saison
| Championnat d'Israël de football 2022-2023                        |                           |
| Champion                                                          | Maccabi Haïfa (15e titre) |
| Coupes et trophées                                                |                           |
| Vainqueur de la Coupe d'Israël 2022-2023                          | Beitar Jérusalem          |
| Qualifications continentales                                      |                           |
| Ligue des champions de l'UEFA 2023-2024                           | Maccabi Haïfa             |
| Ligue Europa Conférence 2023-2024                                 | Beitar Jérusalem          |
| Ligue Europa Conférence 2023-2024                                 | Hapoël Beer-Sheva         |
| Ligue Europa Conférence 2023-2024                                 | Maccabi Tel-Aviv          |
| Promotions et relégations                                         |                           |
| Promus en Championnat d'Israël de football                        | Maccabi Petah-Tikva       |
| Promus en Championnat d'Israël de football                        | Hapoël Petah-Tikva        |
| Relégués en Championnat d'Israël de football de deuxième division | Hapoël Kiryat Shmona      |
| Relégués en Championnat d'Israël de football de deuxième division | Sektzia Nes Tziona        |